# Phasis (vlinders)
Phasis is een geslacht van vlinders van de familie van de Lycaenidae, uit de onderfamilie van de Aphnaeinae. De wetenschappelijke naam en de beschrijving van dit geslacht werden voor het eerst in 1819 gepubliceerd door Jacob Hübner.
De soorten van dit geslacht komen voor in Zuid-Afrika.

## Soorten
- Phasis braueri Dickson, 1968
- Phasis clavum Murray, 1935
- Phasis pringlei Dickson, 1977
- Phasis thero (Linnaeus, 1764)